# Lamrim
Lamrim (Tibetaans: lam "pad", rim "stadia") is een genre van bondige samenvattingen van de boeddhistische weg naar verlossing, zoals die in het Tibetaans boeddhisme gebruikt worden. De basis voor dit genre is "Een lamp voor het pad naar de verlichting" van Atisha, maar is ook door andere Tibetaanse leraren beschreven. De Lamrim traditie vormt vooral binnen de gelug- en de kagyütradities van het Tibetaans boeddhisme de basis voor het onderricht.

## Atisha
Atisha herintroduceerde het boeddhisme in de 11e eeuw in Tibet. Hij was de stichter van de kadampa-school in Tibet. Deze school vormde de basis voor de Gelukpa-school, die in de 14e eeuw werd gesticht door Tsongkhapa. De Dalai Lama hoort ook tot deze school.

## Een lamp voor het pad naar de verlichting
Deze tekst behandelt de volgende thema's:
- 1. Inleiding
- 2-5. Niveaus van motivatie
- 6. Bevrijdingsgeest
- 7-9. Eerbied betuigen & toevlucht nemen
- 10-18 Verlichtingsgeest
- 19-21 Pratimoksha-geloften
- 22-23 Bodhisattva-geloften
- 34-37 Buitenzintuigelijke vermogens
- 38-40 Samatha
- 41-59 Inzicht in de leegte
- 60-67 Vajra
- 68 Afsluiting

## Latere teksten
De oorspronkelijke tekst van Atisha is uitgebreid uitgewerkt én samengevat door latere Tibetaanse meesters. Tsongkhapa schreef de uitgebreide "Lamrim Chenmo", maar ook de korte "lam gyi gtso bo rnam gsum" (De drie hoofdzaken van het pad). Gampopa schreef het "Juwelen ornament van de verlichting".

### Drie hoofdzaken van het pad
Deze bondige tekst van Tsongkhapa behandelt de volgende thema's:
- 1-2 Inleiding
- 3-6 Bevrijdingsgeest
- 7-9 Verlichtingsgeest
- 10-14 Inzicht in leegte
- 15 Afsluiting

## Vergelijkbare literatuur
Een voorloper van het Lamrim-genre is de 8e-eeuwse Bodhicharyavatara, een Madhyamaka-tekst geschreven door Shantideva, dat ook een overzicht geeft van de boeddhistische weg naar ontwaken. Het is een beschrijving van de training van de bodhisattva, aan de hand van de altruïstische verlichtingsgeest van de bodhisattva en de vervolmaking van de zes paramitas:
- H1-4 Verlichtingsgedachte
- H5 Helder bewustzijn
- H6 Verdraagzaamheid
- H7 Geestkracht
- H8 Meditatie
- H9 Wijsheid
- H10 Afsluiting

## Boeken
- Lam Rim - Boeddha’s weg naar de Verlichting door Geshe Konchog Lhündrup, ISBN 90-71886-25-5
- Een Lamp voor het Pad naar de Verlichting Atisha & Tsenshap Serkong Rinpochee, ISBN 90-71886-08-5